# Karel Daniel Brakke
Karel/Carel Daniel Brakke (5 maart 1821, – Paramaribo, 28 februari 1885) was een Surinaams grondeigenaar en politicus.
Bij de emancipatie in 1863 was hij mede-eigenaar van de plantages Dordrecht en Sinabo en Gelre. Brakke is ook administrateur van plantages geweest.
In 1875 werd hij door de gouverneur benoemd tot lid van de Koloniale Staten. Hij werd aansluitend vijf keer voor een periode van een jaar herbenoemd en zou tot 1881 Statenlid blijven.
Brakke overleed in 1885 op bijna 64-jarige leeftijd.